# Metal Rhythm
Metal Rhythm è l'undicesimo album discografico di Gary Numan, pubblicato dalla Illegal Records per il mercato britannico nel settembre 1988 e dalla I.R.S. Records per il mercato statunitense nel 1989, con alcune differenze nella disposizione delle tracce.
È stato ristampato nel 1999 e dalla EMI per il mercato inglese, con cinque tracce aggiuntive.

## Tracce
(Musiche e testi di Gary Numan)
Tracce 1988 mercato inglese (Illegal Records)
1. This Is Emotion – 4:05
2. Hunger – 4:30
3. New Anger – 3:22
4. Devious – 4:19
5. America – 3:32
6. Voix – 5:00
7. Respect – 4:10
8. Young Heart – 5:04
9. Cold Metal Rhythm – 4:28
10. Don't Call My Name – 3:42

Tracce 1989 mercato statunitense (I.R.S. Records)
1. Devious (Andy Piercy Mix) – 3:37
2. America – 3:32
3. Cold Metal Rhythm – 4:28
4. This Is Emotion – 4:05
5. Don't Call My Name – 3:42
6. Voix – 5:00
7. Respect – 4:10
8. New Anger (Andy Piercy Mix) – 3:22
9. My Dying Machine (William Orbit Mix) – 6:33
10. A Child with the Ghost – 4:04

Tracce 1999 mercato inglese (EMI)
1. This is Emotion – 4:05
2. Hunger – 4:30
3. New Anger – 3:22
4. Devious – 4:19
5. America – 3:32
6. Voix – 5:00
7. Respect – 4:10
8. Young Heart – 5:04
9. Cold Metal Rhythm – 4:28
10. Don't Call My Name – 3:42
11. I Don't Believe - 3:22
12. Children - 3:10
13. My Dying Machine (William Orbit Mix) - 6:33
14. Devious (Andy Piercy Mix) - 3:37
15. America (Remix) - 2:50

## Musicisti
- Gary Numan – voce, tastiere, chitarra
- Tessa Niles - voce
- Mike Smith - tastiere
- Rrussell Bell - chitarra
- Keith Beauvais - chitarra
- Peter Haycock - chitarra
- Ian Herron - percussioni
- Martin Elliott - basso
- Andy Coughlan - basso